# 立花良介
立花 良介（たちばな りょうすけ、1885年11月6日 - 1965年2月10日）は、日本の実業家、映画プロデューサー、右翼活動家であり、元民間飛行家である。号は了觀（りょうかん、新字体表記了観）。東亜キネマ常務取締役、帝国キネマ演芸専務取締役、新興キネマ常務取締役を歴任、阪東妻三郎プロダクションを経営した。多摩帝国美術学校(多摩美術大学)理事を務めた。

## 人物・来歴
1885年（明治18年）11月6日、福岡県築上郡椎田町（現在の同県同郡築上町大字椎田）に生まれる。
1904年（明治37年）3月、旧制中学校・福岡県立豊津中学校（現在の福岡県立育徳館高等学校）を卒業する。中学の先輩であるのちの元帥・杉山元（1880年 - 1945年）とは、終生、非常に親しい関係にあった。アメリカ合衆国のカーティス飛行学校に留学し、1915年（大正4年）3月に帰国、1916年（大正5年）4月には、孫文に協力する実業家の坂本金彌子爵の援助のもと、米国での訓練を経た民間飛行家として、星野米三、坂本壽一らとともに中国に渡り、同地での飛行学校教官を務めた。飛行家の時代、「立花 了觀」を名乗っていた。
留学中に映画産業に興味を持ち、国際活映に入社、同社の大阪支店長を務める。1923年（大正12年）12月、八千代生命が兵庫県西宮市甲陽園にあった甲陽撮影所を買収して東亜キネマを設立するにあたり、映画の実務を知る人間として、岩岡商会の岩岡巽とともに招かれ、ともに常務取締役に就任、岩岡は甲陽撮影所長、立花は営業部長を委嘱された。1924年（大正13年）、総会屋の立石駒吉が、等持院撮影所をもつ牧野省三のマキノ映画製作所の買収を東亜キネマの経営陣に提案、八千代生命系の専務取締役関伊右衛門も、実務家の立花もこれに賛成して、牧野の長女の夫であった高村正次が牧野の説得にあたり、同年6月25日、合併・合流が調印された。当時、関と立花は対立が深まっていたとされ、立花が病気療養中であった1925年（大正14年）1月、関不在の折に、同社の社用車の運転手が本社専務室に乱入、関の机を破壊、関と同社専属女優の絵島千歌子との間の不適切な関係を暴露するという事件が起きた。立花はこれを機に関の公私混同を指摘、関と絵島との関係も表沙汰になったが、立花・関いずれも同社を去ることとなる。

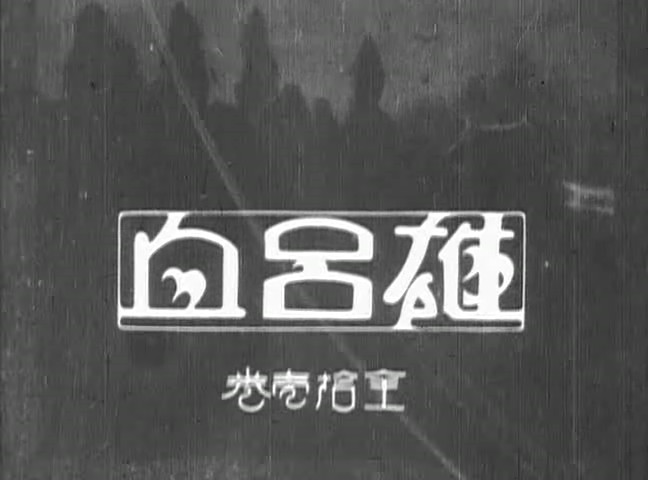
『雄呂血』（1925年）。

同社を退社した立花は、独立して一立商店を設立、映画の配給業務等を開始するが、同年6月には、同社の製作部長であった牧野省三が退社、マキノ・プロダクションを設立、同年7月には、阪東妻三郎も東亜キネマを退社、同年9月には、阪東は阪東妻三郎プロダクションを設立している。同プロダクションの第1回作品『異人娘と武士』（脚本・監督井上金太郎）は、牧野省三も阪東を支援して「総指揮」に名を連ね、当時牧野と連携していた高松豊次郎のタカマツ・アズマプロダクションの撮影所を使用して製作、マキノ・プロダクションが配給して、高松が経営する浅草公園六区の大東京を皮切りに同年9月25日に公開された。第2回作品『雄呂血』（原作・脚本寿々喜多呂九平、監督二川文太郎）にも牧野が「総指揮」、当時牧野と連携していた中川紫朗の中川映画製作所の撮影所を使用して製作、マキノ・プロダクションが配給して、浅草・大東京を皮切りに同年11月20日に公開された。第3回作品『魔保露詩』（原作・脚本・監督志波西果）も前作同様に製作・配給され、同様の劇場で同年12月31日に公開されている。同作がマキノ・プロダクションの正月作品として興行された直後に、阪東妻三郎プロダクションは松竹キネマと製作と配給において提携し、第4作『尊王』（原作・脚本・監督志波西果）以降は、松竹下加茂撮影所を使用し、松竹キネマが配給することになり、牧野と訣別することになる。このオペレーションを行なったのが立花であり、立花は松竹キネマから得た資金をもとに、1926年（大正15年）5月2日、「合名会社一立商店阪東妻三郎プロダクション太秦撮影所」（現在の東映京都撮影所）を開設した。同年5月18日、阪東は立花の妻の姪にあたる古市静子と結婚している。
同年9月、ユニヴァーサル・ピクチャーズの日本法人大日本ユニヴァーサル映画配給と提携を決め、阪妻・立花・ユニヴァーサル連合映画を設立、同社の製作物はユニヴァーサル社が配給することになるが、松竹キネマとの配給契約が有効であるため、ユニヴァーサル側には阪東が出演しない作品を現代劇を中心に流した。ユニヴァーサルは当然不満となり、1927年（昭和2年）5月末には契約解除、訴訟にまで発展した。同年12月末に阪東妻三郎プロダクションは組織変更をして株式会社化し、幹部は松竹資本に押さえられ、立花は専務取締役、田村傳吉こと阪東妻三郎は取締役に収まった。
1930年（昭和5年）6月26日付で阪東が松竹を脱退するころには、立花は帝国キネマ演芸専務取締役に就任しており、同社の撮影所のあった兵庫県武庫郡精道村大字芦屋字法泉寺（現在の同県芦屋市）に居を構えていた。帝国キネマ演芸は経営不振に陥っており、立花が松竹に救済を申し入れ、1931年（昭和6年）8月28日、同社は新興キネマに改組され、立花は帝国キネマ演芸創業者の山川吉太郎とともに常務取締役に就任した。それと同時に立花は、内田良平の大日本生産党関西本部に関与し、1932年（昭和7年）8月26日の改選によれば、同本部幹部のうち「賛助員」の筆頭に名を挙げられている。同年、映画界を引退、活動の場を満洲国（現在の中華人民共和国東北部）に移す。1935年 多摩帝国美術学校(多摩美術大学)理事になる。
『北支会社年鑑 昭和十七年版』（大連商工会議所）によれば、1942年（昭和17年）には、北京市に本社をもつ大陸鉱業の取締役を務めている。おなじころ、内田常雄、清水行之助と交流があり、大岡鉱山の取締役社長も務めている。
1945年（昭和20年）8月15日、第二次世界大戦が終結し、親交厚かった杉山元が同年9月12日に自決、その妻も同日追って自決した際には、「国敗れて、元帥夫妻に献ずるお棺も節だらけ申訳がない」と慟哭し、立花は妻とともに、杉山夫妻の葬儀を整えた。
1965年（昭和40年）2月10日、胃がんのため東京都目黒区下目黒の病院で死去した。満79歲没。阪東妻三郎プロダクションの照明部に端を発する嵯峨映画創業者の古市良三は、阪東の妻の従兄弟であり立花の妻の甥にあたる。

## フィルモグラフィ
- 『霊の審判』 : 総監督・主演阪東妻三郎、監督枝正義郎、原作伊藤好市、脚色江川宇礼雄、製作阪東妻三郎プロダクション太秦撮影所、1928年撮影開始後製作中止 - 総指揮
- 『江戸城総攻め』 : 監督志波西果、原作真山青果、脚色武内頼彬、主演片岡童十郎、製作・配給帝国キネマ演芸、1930年5月17日公開 - 総指揮

## ビブリオグラフィ
いずれも立花が執筆したものであり、国立国会図書館蔵書による一覧である。
- 『滿洲國產業開發と夾皮溝金鑛』、『工業日本』第2巻7月號所収、工業日本社、1934年7月
- 『非常時と滿洲に於ける國防產業開發の重要性』、『工業日本』第3巻1月號所収、工業日本社、1935年1月